# Virden (Manitoba)
Virden ist eine Kleinstadt mit 3322 Einwohnern (Stand: 2016) in der kanadischen Provinz Manitoba. Sie liegt 278 km westlich von Winnipeg am Trans-Canada Highway. Die umgebende Region ist Teil der auch als Aspen Parkland bezeichneten Ökoregion.

## Geschichte
Die Herkunft des Namens ist unklar. Er könnte von Siedlern stammen, die mit Lord Mount Stephen verwandt waren, dessen Haus in Schottland diesen Namen trug, oder von der deutschen Stadt Verden, der Heimat der Gemahlin des 7. Duke of Manchester.
In den 1880er Jahren begann in dem Gebiet eine großflächige landwirtschaftliche Besiedlung, die durch den Bau der Canadian Pacific Railway gefördert wurde. 1882 entstand am Gopher Creek ein Eisenbahncamp, aus dem sich ein Transport-, Verarbeitungs- und Dienstleistungszentrum für die umliegenden Farmen entwickelte. 1904 wurde Virden als Stadt inkorporiert.
Während des Zweiten Weltkrieges befand sich hier eine Flugschule vom British Commonwealth Air Training Plan. 1951 wurde in der Provinz das erste kommerziell nutzbare Erdölgebiet entdeckt, was zur Erschließung des Daly-Feldes westlich von Virden führte. Virden-Roselea und North Virden-Scallion, heute gemeinsam als Virden Field bekannt, wurden 1953 entdeckt. Sogar innerhalb der Stadt wurden Bohrungen vorgenommen, wo sich die Bevölkerung während des darauf folgenden Ölbooms verdoppelte. Das Virden-Feld hat seit den 1950er Jahren 75 % der gesamten Ölförderung Manitobas ausgemacht.
Obwohl es immer noch der größte Förderstandort ist, hat die relative Bedeutung des Virden-Feldes abgenommen. Im Jahr 1995 betrug seine Produktion 208.581 Kubikmeter oder 32,5 % der gesamten Ölproduktion Manitobas. Mittlerweile sind auch die Landwirtschaft, der Einzelhandel und ein bescheidener Fertigungssektor zu wichtigen Wirtschaftsfaktoren in Virden geworden.

## Nachbargemeinden
| Moosomin (Saskatchewan), Elkhorn (Manitoba) | Miniota                                 |                     |
|                                             | Kompass                                 | Brandon (Manitoba)  |
|                                             | Reston (Manitoba), Pipestone (Manitoba) | Oak Lake (Manitoba) |

## Söhne und Töchter der Stadt
- Lila Acheson Wallace (1889–1984), Verlegerin